# 王文毓
王文毓，江蘇省蘇州府吳江縣人，清朝政治人物、同進士出身。
光緒十二年（1886年），参加光緒丙戌科殿試，登進士三甲1名。同年五月，著主事分部学习。